# Nouvron-Vingré
Nouvron-Vingré è un comune francese di 221 abitanti situato nel dipartimento dell'Aisne della regione dell'Alta Francia.

## Società

### Evoluzione demografica
Abitanti censiti